# Malamówka
Malamówka – wieś sołecka w Polsce położona w województwie mazowieckim, w powiecie garwolińskim, w gminie Maciejowice.
W latach 1975–1998 miejscowość administracyjnie należała do województwa siedleckiego.
Wierni Kościoła rzymskokatolickiego należą do parafii Wniebowzięcia Najświętszej Maryi Panny w Maciejowicach.